# Wehrstedt
Wehrstedt ist ein Ortsteil von Bad Salzdetfurth im Landkreis Hildesheim in Niedersachsen.

## Geschichte

### Name und Gründung
Man vermutet, dass sich in der Völkerwanderungszeit in Wehrstedt Sachsen niedergelassen haben, die von der Unterelbe kamen. Das Gleiche gilt für die anderen Dörfer mit der Endung „-stedt“, z. B. Upstedt, Egenstedt, Hackenstedt, Lechstedt usw. Diese Dörfer liegen auf Hügeln und Hängen, weil die guten Landstücke in den Tälern schon besiedelt waren. Der Wortbestandteil „Wehr“ in dem Namen des Dorfes ist schwer zu deuten. Vielleicht haben sich damals die Männer des Dorfes in einer Art Wehr-Verband zusammengeschlossen. Wehrstedt gehörte in der Sachsenzeit zum Flenithigau. Im 8. Jahrhundert kamen die Franken unter Karl dem Großen. Anstelle der sächsischen Gauvertassung wurde die fränkische Grafschaftsverfassung eingeführt. Königliche Grafen aus fränkischen Adelsgeschlechtern übten das Amt aus. Die neuen Grafschaften wurden aus mehreren Gauen gebildet.

### Urkundliche Erwähnung
Im frühen 12. Jahrhundert wird Wehrstedt in den Urkunden zum ersten Mal erwähnt, als das Kloster Marienrode sich vom Bischof von Hildesheim schriftlich bestätigen ließ, dass drei Höfe in Wehrstedt dem Kloster den Zehnten ihres Ertrages abzuliefern hätten und zwei Wehrstedter auf seinen Gütern arbeiten müssten.

### Ritter Gerhard von Wehrstedt
Am 13. November 1207 lösten sich die Wehrstedter aus der Detfurther Mutterkirche (Archidiakonat), um eine selbständige Kirchengemeinde zu gründen. Der Ritter Gerhard von Wehrstedt ließ in Wehrstedt eine eigene Kirche errichten.  Diese Kirche wurde allerdings keinem heiligen Patron anvertraut. Sie wird wohl heute deshalb Andreaskirche genannt, weil sie später Lehnsgut des Andreasstifts war. Im 18. Jh. dagegen wird sie auch „Trinitatis“ genannt. Um den Pfarrer von Detfurth für die nun ausbleibenden Einnahmen zu entschädigen, gaben die Wehrstedter ihm einen Hof. Der Küster von Detfurth erhielt zwei Morgen Land, und für die Instandhaltung der Detfurther Kirche zahlten sie in jedem Jahr drei Solidi und sorgten auch für die Wachskerzen in der Mutterkirche.
Das Geschlecht der Ritter von Wehrstedt starb 1210 aus.

### Weitere Wehrstedter Herren
Im Mittelalter gab es noch einen weiteren bedeutsamen Mann in Wehrstedt. Der Bürger Bruno Rode hatte sich dem Fünften Kreuzzug angeschlossen, um in Palästina die Heiligen Stätten für die Christenheit zurückzuerobern. Um aber seine Frau Gertrude und die Söhne Hermann und Konrad nicht mittellos zurückzulassen, übergab er sein Gut am 27. Juni 1217 dem Andreasstift zu Hildesheim, um 25 Mark für den Lebensunterhalt der Familie einzulösen (das entspricht 200 Silbertalern).
Zu Beginn des 14. Jahrhunderts wurden die Ritter von Steinberg mit dem Gut von Wehrstedt belehnt. Das ausgehende Mittelalter ist für einen Wehrstedter Chronisten ansonsten wenig ergiebig. Besonders das 14./15. Jahrhundert gibt sehr karge Nachrichten über den Ort oder die Wehrstedter. Lediglich in den Stadtrechnungen der Stadt Hildesheim wird der „Lampen von Werstede“ 1379 als Stadtsoldat in hildesheimischen Diensten erwähnt.
Im Lehnsbuch des Bischofs Ernst von Hildesheim wird im Jahre 1458 dem Heinrich von Steinberg sein Lehnsgut bestätigt. In diesem Lehnsbrief
wird eine zweite Mühle bei Wehrstedt erwähnt, die weiter oben an der Lamme gestanden haben soll.

Aufspaltung in Kleines und Großes Stift

### Stiftsfehde
In der Hildesheimer Stiftsfehde (1519–1523) schlugen sich das Fürstentum Hildesheim und das Fürstentum Braunschweig-Wolfenbüttel um allerlei Rechte und Güter im Stiftsgebiet. Burchard von Steinberg auf Bodenburg stand im herzoglich-braunschweigischen Lager und versammelte die Truppen im Raum Bodenburg - Salzdetfurth. Bei einem Rachefeldzug der stiftischen Mordbanden ging das nahe gelegene Dorf Tidexen in Flammen auf, die nur wenige am Leben ließen. Heute bewahrt noch der Name Tidexer Berg das Andenken dieser Katastrophe.
Wehrstedt blieb verschont, weil es, vom Schicksal begünstigt, nicht an der Straße von Hildesheim nach Bodenburg lag. Als Ergebnis dieser Fehde blieb die Aufteilung des Stiftes in katholisch bischöfliches Territorium und in weltlich braunschweigische Gebiete, in die dann die Reformation ihren Einzug hielt.

### Reformation
Der letzte des Hauses Steinberg in Wehrstedt, Christoph von Steinberg († am 16. Januar 1570), hat in Wehrstedt die Reformation gefördert. 1542 war Christoph von Steinberg Führer einer Abteilung der hessischen Truppen, die den katholischen Herzog Heinrich d. J. von Braunschweig aus seinem Lande vertrieben; er wurde darauf in Wolfenbüttel Statthalter des Landgrafen Philipp von Hessen. Als Marschall des Kurfürsten von Sachsen führte er die kursächsische Reiterei nach Ingolstadt. Nach der Schlacht bei Mühlberg (1547) erwirkte Herzog Heinrich d. J. gegen Christoph von Steinberg die Reichsacht. Aber 1552 erhielt er seine Besitzungen zurück, und ein Jahr später wurde er mit 5000 Talern entschädigt.
Von 1523 bis 1643 gehörte Wehrstedt zum Herzogtum Braunschweig und nahm deshalb den evangelischen Glauben an. Die Wehrstedter Geistlichen hatten vor den herzoglichen braunschweigischen Reformatoren Generalsuperintendent Corvinus und Bugenhagen aus Wittenberg ein Examen in der neuen Glaubenslehre abzulegen. Später kamen Visitatoren nach Wehrstedt, um zu sehen, wie es mit dem neuen Glauben bestellt war. Das war am 12. Oktober 1542. Ein Protokoll dieses Besuches ist noch vorhanden, in dem auch Christoph von Steinberg genannt wird.
Am 5. Februar 1572 wurde zunächst Fritz von der Schulenburg Inhaber des Patronats der Kirche und Besitzer des Edelhofes. Weil auch er keine männlichen Leibeserben hatte, wurde Wehrstedt nach dessen „Abfall oder endlichen rechtlichen Erörterung im fürstlich braunschweigischen Hofgericht […] Wilhelm Stoplers sei. männlichen Erben von Illustrissimo zugesprochen.“

### Ausbau und Umgestaltung
Mit Wolfhart von Stopler, dem Förderer der Kirche, sind Ausbau und Umgestaltung der Kirche verknüpft. Im Jahre 1720 wurde auf von Stoplers und der Kirche Kosten die Kirche „von Grund aus woll und glücklich erbauet“. Die Glocke, die heute noch schlägt, trägt seinen und seiner Frau Mette von der Liet Namen.
Im Jahre 1771 wurde sie wegen ihrer finanziellen Lage aus ihren Gütern gewiesen, gelangte aber nach langen Prozessen wieder in ihren Wehrstedter Besitz. Als letzter seines Geschlechts starb Leopold von Stopler am 5. Juni 1816.
Wehrstedt wurde am 1. April 1974 nach Bad Salzdetfurth eingemeindet.

## Politik
Der Ortsrat setzt sich seit der Kommunalwahl am 11. September 2021 wie folgt zusammen (Veränderungen zu 2011):
- SPD: 4 Sitze (±0)
- CDU: 1 Sitz (−1)
- GRÜNE: 1 Sitz (±0)
- WUBS-logisch!: 1 Sitz (+1)

### Ortsbürgermeister
Ortsbürgermeisterin ist Anne Maibaum (CDU).

## Kultur und Sehenswürdigkeiten
- Die St.-Andreas-Kirche im Ortsmittelpunkt wurde auf dem Standort der hölzernen Vorgängerkapelle aus dem Jahr 1207 errichtet. Das Kirchenschiff mit seinem Satteldach wurde 1703 erbaut. Im Innern sind neben der barocken Innenausstattung ein romanischer Taufstein und ein Taufengel beachtenswert.
- In Wehrstedt befindet sich mit der Heimatstube Wehrstedt ein Heimatmuseum (Anschrift: Am Sportplatz 8, 31162 Bad Salzdetfurth, Ortsteil Wehrstedt).

## Persönlichkeiten
- August Friedrich Brackmann (1753–1828), Generalsuperintendent von Hildesheim
- Otto Rasch (1891–1948), Nationalsozialist, Kriegsverbrecher (verstorben in Wehrstedt)
- André-Dieter Gubernatis (* 1945), Generalmajor der Bundeswehr